# گرومازیتسه (استان اشوی‌داشکسیه)
گرومازیتسه (به لهستانی: Gromadzice) یک منطقهٔ مسکونی در لهستان است که در گمینا بوزخوو واقع شده‌است. گرومازیتسه ۵۰۰ نفر جمعیت دارد.